# Білий кінь Шептало
Білий кінь Шептало — одне з ранніх оповідань Володимира Дрозда, написане у 1965 р..
Твір написаний в метафоричній манері та має філософський підтекст.
З 2002 р. оповідання включене до вивчення у курсі «Української літератури» у 8 класі загальноосвітніх навчальних закладів.

## Проблематика твору
Оповідання «Білий кінь Шептало» уособлює дилему між власною гідністю і потребою вижити. В основі твору — проблема людини, протиставлення особистості і натовпу, дійсності і мрії, свободи і неволі. В образі головного героя твору втілено образ інтелігента-самітника, чутливої, творчої натури, яка свідомо протиставляє себе сірій безликій масі.
Крізь призму сприйняття гордого білого коня Шептала, якого обставини змушують прикидатися сірим — таким, як інші, автор піднімає проблему уніфікації людини, нівеляції, роздвоєння та пристосуванства, неможливості самореалізації людини в тоталітарному суспільстві. Оповідання в алегоричній формі передає стан людини в радянському суспільстві часів застою та пропонує читачам віднайти власну позицію та шлях вирішення проблеми внутрішнього роздвоєння.
Головною ідеєю твору є осуд пристосуванства та свідомої відмови від мрії, що призводить до краху індивідуальності.

## Образ головного героя
Герой твору — Білий кінь Шептало. Його ім'я, як і усі антропоніми у прозі В.Дрозда, мають семантичне наповнення, розкриваючи особливості характеру. На думку дослідниці Наталії Манюх, етимологія імені «Шептало», що виводиться від слів шепотіти, говорити в півголосу, замовчувати, має глибокі смислові відтінки: людина не може висловити свої думки та переконання, а її свобода обмежена невидимим табу. Такий прийом значно увиразнює авторську позицію, створює простір для активної читацької уяви.
Алегоричність образу коня Шептала розкривається і через його колір: він уособлює яскраву людську особистість, яка під впливом повсякденного життя втрачає свою індивідуальність, втрачає кращі риси свого характеру, пристосовується, починає діяти «як усі». Щасливим Білий кінь Шептало відчув себе лише тоді, коли ненадовго вирвався з неволі. Проте він добровільно повернувся у неволю до конюха Степана, вирішивши, що краще бути покірним і слухняним під захистом сильнішого, надавати перевагу реальності, а не мрії.

## Оцінки твору
На думку дослідниці Людмили Тарнашинської, "вся цінність цього метафоричного оповідання, що уособлює дилему між власною гідністю і потребою вижити (а також роль письменницької прозірливості), в тому, що воно — над часами й ідеологіями, оскільки жодною мірою не втратило своєї актуальності: суспільство завжди насторожено (а то й вороже) ставиться до тих, хто чимось відрізняється з-поміж інших, хто бунтує й обстоює свою винятковість, а відтак нав'язує свій набір соціальних масок, прийнятних для «загального користування».

## Публікації твору
Новела «Білий кінь Шептало» була вперше опублікована у журналі «Жовтень» у 1967 р.(Вип. 1, с. 69-75).
У 1969 р. новела увійшла до збірки оповідань «Білий кінь Шептало» (Видавництво Радянський письменник), в якій також були опубліковані оповідання письменника «Смерть пророка», «Фашизм», «Сонце», «Совість», «Небо», «Сюжет для повісті», «Мерин», «Малюнки дитинства». У 1981 р. оповідання було опубліковане у збірці оповідань автора «Три чарівні перлини» (Видавництво Дніпро).
У 1994 р. оповідання було включене до тритомної хрестоматії української літератури та літературної критики ХХ століття «Українське слово» (Видавництво Рось), у 2001 — до другого видання хрестоматії, у 2003 — до третього
У 2000 р. оповідання було видане у збірці творів українських письменників ХХ століття «Три зозулі з поклоном» (Видавництво Український письменник). Як самостійний твір «Білий кінь Шептало» був опублікований у журналі «Літературний Чернігів» у 2006 р., разом із останнім твором В. Дрозда — віршем «Білий кінь у лузі» (на прохання удови письменника Ірини Жиленко). У 2008 р. оповідання увійшло до збірки творів автора «Ирій», виданої видавництвом Фоліо
Після введення твору у 2002 р. у шкільну програму з української літератури для 8 класу його текст постійно вміщується до підручників та хрестоматій для учнів загальноосвітніх навчальних закладів.

## Продовження твору
Продовженням твору «Білий кінь Шептало» є оповідання «Кінь Шептало на молочарні», написане у 1967 р. і надруковане в журналі «Київ» у 1986 році та у збірці «Подих чудесного» у 1988 р.